# Державний музей Аушвіц-Біркенау
Державний музей Аушвіц-Біркенау в Освенцимі (пол. Państwowe Muzeum Auschwitz-Birkenau w Oświęcimiu) — музей та меморіал, створений у 1947 році на місці колишнього нацистського концтабору смерті Аушвіц-Біркенау. Його мета — зберегти залишки табору як вічне свідчення злочинів нацизму та вшанувати пам’ять мільйонів жертв, зокрема жертв Голокосту.

## Історія
Музей був створений за ініціативою колишніх в’язнів табору та офіційно заснований 2 липня 1947 року Законом Сейму Польщі. Цей акт визначив територію табору як пам’ятник мучеництва польського та інших народів.

## Структура
Меморіальний комплекс охоплює близько 200 гектарів і включає основні частини колишнього табору:
- Аушвіц I (Stammlager) — головний табір;
- Аушвіц II – Біркенау — табір знищення.

Комплекс складається з понад 150 будівель, близько 300 руїн, а також збережених елементів інфраструктури — доріг, пандусів, огорож тощо. У музеї зберігаються архіви та понад 100 тисяч автентичних предметів (серед них — валізи, взуття, одяг в’язнів, уніформа есесівців).

## Діяльність
Основні напрями діяльності музею:
- збереження автентичних залишків та інфраструктури колишнього табору;
- наукові дослідження, архівна та видавнича робота;
- освітня діяльність, зокрема через Міжнародний освітній центр про Освенцим і Голокост;
- організація постійної експозиції та національних виставок;
- проведення щорічних заходів, особливо 27 січня — в день визволення табору, який визнаний Організацією Об'єднаних Націй як Міжнародний день пам'яті жертв Голокосту.

Музей підпорядкований Міністерству культури та національної спадщини Польщі та працює в межах широкого міжнародного консенсусу. З 1990 року при музеї діє Міжнародна рада, яка надає консультації щодо його діяльності. Її першим головою був Владислав Бартошевський.

## Відвідуваність
З початку 2000-х років музей щорічно приймає понад 1 мільйон відвідувачів. У 2016 році кількість відвідувань перевищила 2 мільйони, а у 2019 році досягла рекордних 2,32 мільйона осіб. Це робить музей найвідвідуванішим меморіальним об’єктом у Європі.

## Відзнаки
- 1976 — Командорський хрест із зіркою Ордена Відродження Польщі;
- 1979 — включення до Списку світової спадщини ЮНЕСКО;
- 2006 — Папська Троянда від Папи Бенедикта XVI;
- 2009 — Золота медаль «За заслуги в культурі Gloria Artis»;
- 2017 — Золота медаль Пошани за заслуги перед Малопольським воєводством.